# لا فابريكا
لا فابريكا (بالإسبانية: La Fábrica)‏ (بالعربية:«المصنع») هو الاسم الذي يطلق على فرق شباب نظام ريال مدريد. إنها أكاديمية عالمية للشباب ساهمت في نجاح ريال مدريد الرياضي طوال تاريخها. على سبيل المثال، في الثمانينيات، فاز ريال مدريد بخمسة ألقاب متتالية في الدوري الإسباني، وكأسين متتاليين من كأس الاتحاد الأوروبي ووصل ثلاث مرات متتالية إلى نصف نهائي دوري أبطال أوروبا مع فريق يتكون معظمهم من لاعبين تم تكوينهم في لا فابريكا.
يقع لا فابريكا في مدينة ريال مدريد الرياضية، وهي مرافق تدريب في ريال مدريد تقع خارج مدريد مباشرة في فالديباس. تم افتتاح مدينة ريال مدريد الرياضية في عام 2005 بعد أن استثمر ريال مدريد 100 مليون يورو لتطويره، وهو بمثابة أرض تدريب لجميع الفرق المرتبطة بالنادي، من الفريق الأول المحترف بالكامل، إلى فريق الشباب تحت 8 سنوات.

## وصلات خارجية
- الموقع الرسمي